# العكشة (عبس)

تعديل مصدري - تعديل

العكشة هي إحدى قرى عزلة مطولة بمديرية عبس التابعة لمحافظة حجة، بلغ تعداد سكانها 62 نسمة حسب تعداد اليمن لعام 2004.